# NGC 7682
NGC 7682 is een balkspiraalstelsel in het sterrenbeeld Vissen. Het hemelobject werd op 23 september 1862 ontdekt door de Duits-Deense astronoom Heinrich Louis d'Arrest.

## Synoniemen
- UGC 12622
- MCG 0-59-47
- ZWG 380.62
- Arp 216
- VV 329
- NPM1G +03.0615
- PGC 71566